# Fouqué (Adelsgeschlecht)
Fouqué (de la Motte Fouqué) ist der Name eines Adelsgeschlechts der Normandie, das aus Norwegen abstammt.

## Geschichte
Das Geschlecht erscheint urkundlich erstmals 1267 mit Guillaume beziehungsweise Wilhelm de la Motte Fouqué. Charles de la Motte Fouqué (1625–1701) verließ Frankreich aus konfessionellen Gründen. Das Geschlecht wurde in der Mark Brandenburg ansässig.
Die aus Skandinavien kommenden Seefahrer ließen sich seit dem Ende des 9. Jahrhunderts in der Normandie nieder, der sie ihren Namen gaben. Einer der Ersten, ein Falko, war auch Geber des Namens Fouqué. Ältere französische Urkunden schreiben den Namen Foulque.

## Wappen
Das Wappen zeigt in Blau einen horizontalen Goldbalken und darunter eine Goldkugel. Über dem Wappenschild steht das altfranzösische Baronsbarett.

## Namensträger
- Heinrich August de la Motte Fouqué (1698–1774), preußischer General
- Heinrich Karl de la Motte Fouqué (1701–nach 1775), preußischer Oberst
- Caroline de la Motte Fouqué (1773–1831), deutsche Schriftstellerin der Romantik
- Friedrich de La Motte Fouqué (1777–1843), einer der ersten deutschen Dichter der Romantik
- Friedrich de la Motte-Fouqué (1843–1921), Sohn des Dichters und preußischer General